# کاتولوس

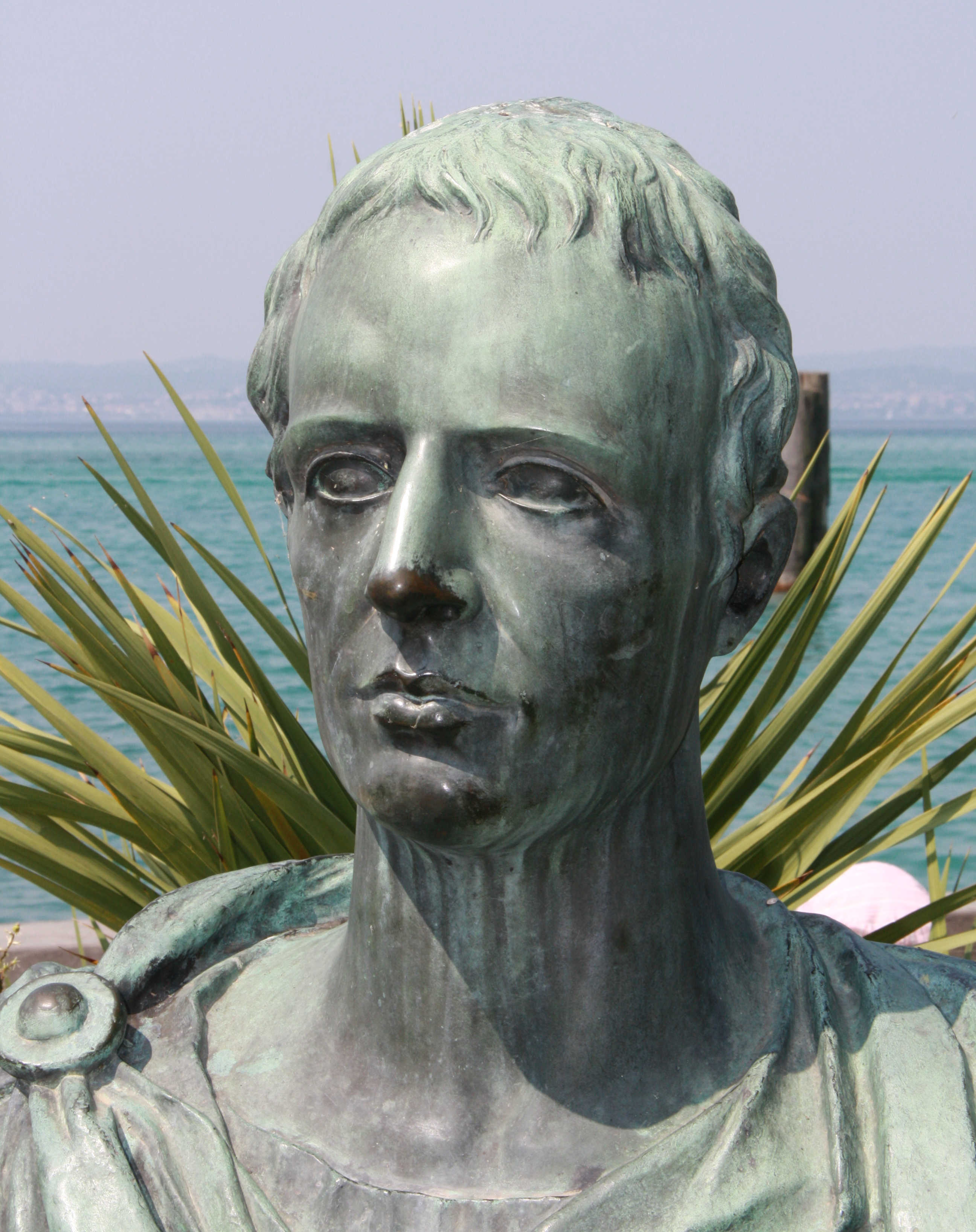
پیکره‌ای از کاتولوس

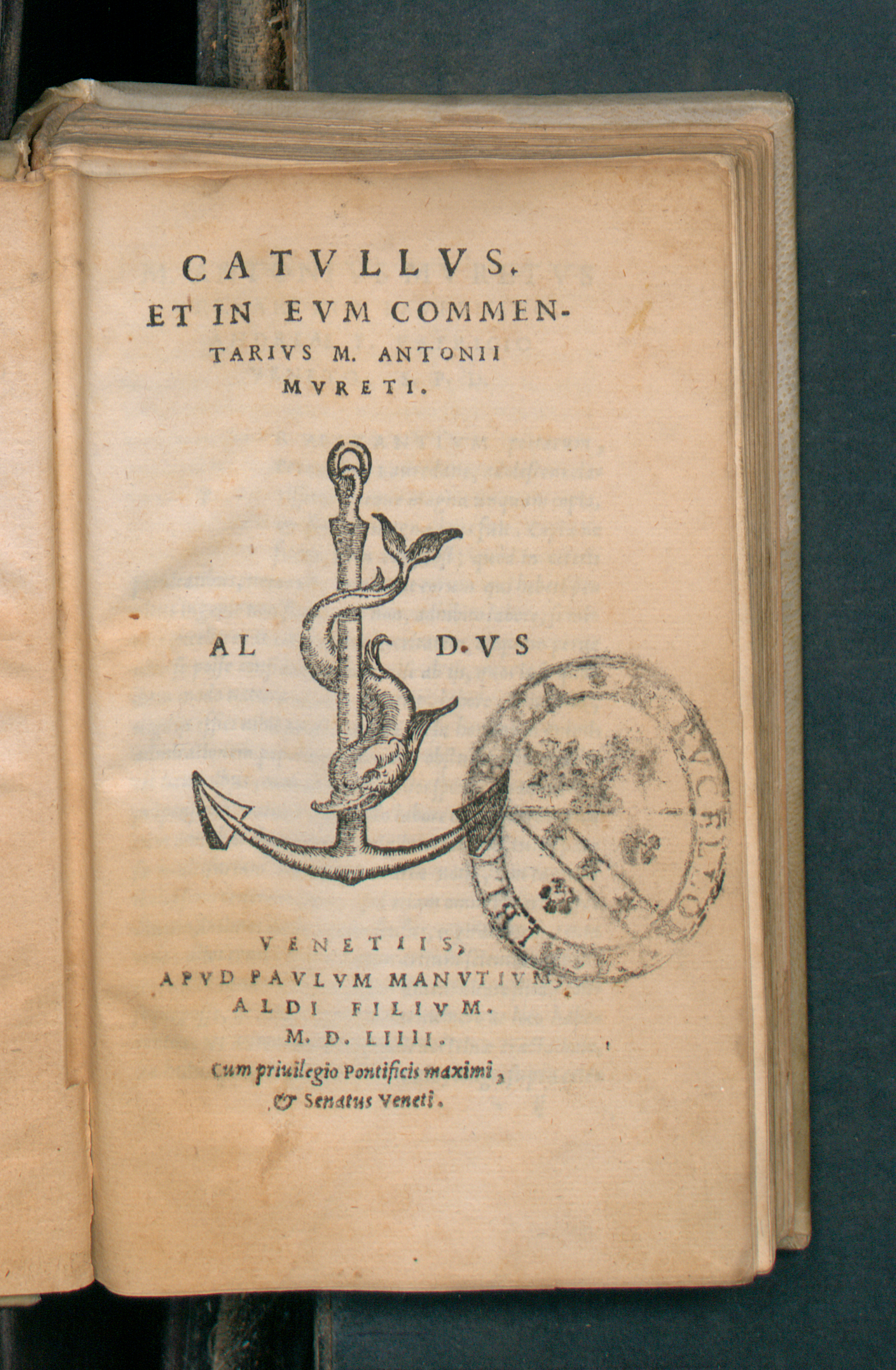
Carmina, 1554

گایوس والریوس کاتولوس (به انگلیسی: Gaius Valerius Catullus) سراینده رومی و از تأثیرگذارترین چامه سرایان تاریخ جهان است. کاتولوس در سال ۸۴ پیش. در ورونا به دنیا آمد و در سال ۵۴ پس. م. در رم درگذشت.
اشعار عاشقانه کاتولوس و بیان عشق و نفرت او بهترین نمونه غزلیات رومی بشمار می‌آیند.
کاتالوس در بیست و پنج چامه خود به بیان عشقش نسبت به زنی که او را لزبیا می‌خواند پرداخته؛ از هویت این زن چیزی دانسته نیست. دیگر سروده‌های او در واقع هجونامه‌هایی است که در ذم ژولیوس سزار و شخصیتهای کم اهمیت تر از او سروده شده‌است.
گایوس والریوس کاتولوس (به اسپانیایی: Gayo Valerio Catulo ) را می‌توان یکی از شاعران برجسته شعر لاتین نامبرد. او در (ورونا) و در سال 84 پیش از میلاد مسیح در یک خانواده اشرافی به دنیا آمد و در سال 54 پس از میلاد در (رم) درگذشت.
ارتباط نزدیکی بین زندگی و آثار کاتولوس وجود دارد.
دیوانه وار عاشق زنی بود که منبع الهام اشعار عاشقانه اوست.
این زن (Clodia) نام داشت و خانمی نجیب زاده و همسرمردی به نام (Clodius) بود.
کاتولوس در اشعار خوداین زن را به اسم (Lesbia) نام می برد، و به وضوح به او اشاره دارد.
در اشعار کاتولوس می‌توان ماجرای این عشق و سپس نفرت، که از بارزترین نمونه‌های غزلیات رومی بشمار می‌رود را دنبال کرد.
اولین اشعاراو پر از عشق و شادمانی است، کم کم به انزجار و خشم، و سپس به شکست و جدایی کامل منجر می‌شود.
یک/1
کاتولوس، آنچنان خود را غرق در
زندگی معشوقه خود "لزبیا" کرده که حتا در مرگ گنجشک مورد علاقه او می گوید:
....
زاری کنید ! ای دلباختگان و عاشقانِ سینه
چاک،
مثل مردانی که در برابرزیبایی حساس اند،
زاری کنید.
گنجشککِ محبوب من مرده ،
گنجشکِ او،
مایهٔ نشاطِ آن ملوسکِ من
که بیش از چشمانش از او
مراقبت می کرد
و برایش شیرین تر از عسل بود 
همانکه همیشه در پیِ او بود 
و بی‌وقفه 
و با همان احساسی که یک دختر را 
هرگز از دامان مادر جدا نمی‌کند 
با او به آنجا و اینجا می پرید. 
اینک او در حال عبور از مسیر سایه هاست،
به سوی جایی که راه بازگشتی از آن نیست.
ای تاریکی‌های نحسِ دنیای مردگان،
لعنتِ من
بر شما باد ،
که هر آنچه زیبایست را می بلعید
او آنقدر زیبا بود که او را از من گرفتید!
آه، آن طفلک! بیچاره آن پرنده!
اینک چشمانِ محبوب من 
از بلای شومِ شما 
سرخ است و گریان.
دو/2
کاتولوس، از لزبیا دعوت به زندگی مشترک و بی پیرایه و سرشار از عشق می‌کند و اینکه زندگی کوتاه تر و بی ارزش تر از آن است که بی احساس از عشقی خالص سپری شود:
....
بیا با هم زندگی کنیم، "لزبیای" من، و به هم عشق بورزیم
و به اعتراض سالمندانِ سختگیر، اعتنا نکنیم.
ستارگانی که خاموش می‌شوند، دوباره می توانند زنده شوند
اما وقتی که آخرین سوسوی ما خاموش می‌شود
برای خوابی ابدی ، فقط یک شب باقی می‌ماند.
هزار بوسه بده و بعد صد تا
و سپس هزار تای دیگر و دوباره صد تا
بدون یک لحظه درنگ، دوباره هزار تای دیگر
و باز، صد تا
و در پایان، وقتی که هزاران هزار بوسه زدیم
آنقدر بی حساب که هیچ حسودِ بدچشمی
قادر نباشد که بفهمد
چقدر بوسه بین ما رد و بدل شده‌است.